# Шардаков, Михаил Николаевич
Михаил Николаевич Шардаков (1892—1961) — советский учёный-психолог и педагог, доктор психологических наук (1943), профессор (1943).
Автор ряда научных работ и нескольких монографий.

## Биография
Родился 4 января (16 января по новому стилю) 1895 года на Очерском заводе Оханского уезда Пермской губернии.
Окончил земскую школу и четырёхклассное городское училище в Очерском заводе в 1911 году. Получив звание начального учителя с сентября 1911 по май 1915 года работал народным учителем в Очерской земской школе. В июне 1915 года был призван в Русскую императорскую армию, служил рядовым запасного батальона в Уфе, а с сентября 1917 года — юнкером в Иркутском военно-политическом училище. Демобилизовавшись из армии в декабре 1917 года, с января 1918 года продолжил работу учителем в Очерской заводской школе I ступени. С июне 1918 года по февраль 1919 года Шардаков заведовал Очерским отделом народного образования.
В марте 1919 года вступил в РККА, служил школьным инструктором в Вятском губернском военкомате, с июля 1919 этого же года заведовал районным отделом народного образования на Очерском заводе, а с декабря служил лектором и преподавателем в политотделе Оханского военкомата Пермской губернии. После демобилизации из армии, с июня 1921 по декабрь 1923 года, заведовал Оханским уездным отделом народного образования, а с января 1924 года — Пермским окружным отделом народного образования.
В сентябре 1924 года Михаил Шардаков поступил на общественно-экономическое отделение педагогического факультета Пермского государственного университета и уже во время учёбы в университете занимался научно-исследовательской работой в области методики преподавания обществоведения и истории. Окончив университет в октябре 1927 года и получив специальность учителя истории и обществоведения средней школы, продолжил своё образование в аспирантуре кафедры психологии Ленинградского государственного педагогического института имени А. И. Герцена, которую окончил в 1930 году.
С сентября 1930 года работал на кафедре психологии Ленинградского государственного педагогического института имени Герцена (ныне Российский государственный педагогический университет имени А. И. Герцена) и по совместительству — на кафедре психологии Ленинградского педагогического института иностранных языков. В 1938 году защитил кандидатскую, а в 1940 году — докторскую диссертацию на тему «Усвоение и сохранение в обучении». В октябре этого же года Шардакову было присвоено учёное звание профессора.
В феврале 1942 года М. Н. Шардаков эвакуировался из блокадного Ленинграда и в марте этого же года был назначен директором Калининского государственного педагогического института (ныне Тверской государственный университет). Одновременно с работой в должности директора, он заведовал кафедрой педагогики. Проработав в Калинине (ныне Тверь) до 15 февраля 1945 года, в марте вернулся в Ленинградский государственный педагогический институт имени А. И. Герцена, где до конца жизни работал профессором кафедры психологии, а в 1945—1960 годах заведовал этой кафедрой. Под его руководством успешно закончили аспирантуру 12 человек.
Занимался общественной деятельностью — избирался членом Центрального совета Психологического общества и членом президиума Ленинградского отделения этого общества.
Умер 19 марта 1961 года в городе Ленинграде.
Был награждён медалями «За оборону Ленинграда», «За доблестный труд в Великой Отечественной войне 1941—1945 гг.», «В память 250-летия Ленинграда».